# لوسوو (نوردفورپومرن)
لوسوو (به آلمانی: Lüssow) یک شهر  در آلمان است که در فرپومرن-روگن واقع شده‌است. لوسوو ۸۹۳ نفر جمعیت دارد.